# Юлиус и Этель Розенберги
Ю́лиус Ро́зенберг (англ. Julius Rosenberg; 12 мая 1918 — 19 июня 1953) и его жена Эте́ль (в девичестве Грингласс, англ. Ethel Greenglass Rosenberg; 28 сентября 1915 — 19 июня 1953) — американские коммунисты, обвинённые в шпионаже в пользу Советского Союза (прежде всего, в передаче СССР американских ядерных секретов) и казнённые за это в 1953 году. Розенберги были единственными гражданскими лицами, казнёнными в США за шпионаж в период Холодной войны.

## История
Розенберг начал сотрудничать с советской разведкой с начала 1940-х годов. Он завербовал свою жену Этель, её брата Дэвида Грингласса и его жену Рут. Грингласс, сержант американской армии, был механиком в ядерном центре в Лос-Аламосе и передавал ценную информацию через связника советской разведки Гарри Голда (вначале Юлиус уверял его, что это обмен научными сведениями с союзной страной, не имеющий отношения к платному шпионажу). В частности, Грингласс передал Розенбергу рабочие чертежи бомбы, сброшенной на Нагасаки, и отчёт на 12 страницах о своей работе в Лос-Аламосе.
В феврале 1950 года, после провала советской агентурной сети в результате расшифровки Агентством безопасности Вооружённых сил США советского шифра в рамках проекта «Венона», в Англии был арестован физик-теоретик Клаус Фукс — главный источник советской разведки в отношении ядерного проекта; Фукс выдал Голда, который 23 мая был вынужден сознаться, что он — связной советской разведки. Голд выдал Грингласса, а Грингласс — Розенбергов. Юлиус Розенберг был арестован в своём доме 17 июля 1950 года, Этель Розенберг взяли под стражу 11 августа 1950 года в зале суда, после того, как она на основании Пятой поправки к Конституции США отказалась отвечать на вопросы большого жюри. В середине августа агенты ФБР арестовали в Мексике Мортона Собелла, он стал третьим обвиняемым на процессе. Розенберги, в отличие от Фукса, Голда и Грингласса, отказались признать свою вину и заявили, что их арест является антикоммунистической и антисемитской провокацией, однако не возымели действия на мировое общественное мнение, так как и главный судья Кауфман, и государственный обвинитель Сайпол были евреями.
На процессе, открытом в Нью-Йорке 6 марта 1951 года, Розенбергам было предъявлено обвинение в «заранее спланированном с сообщниками заговоре для выдачи Советскому Союзу информации и оружия, которое тот мог использовать, чтобы уничтожить нас». Главными свидетелями обвинения выступали Голд и Гринглассы. 5 апреля 1951 года подсудимым был вынесен смертный приговор. В его тексте, в частности, говорилось:

Шпионаж, о котором мы слышали в этом зале, — гнусная и грязная работа, какими бы идеалистами она ни делалась… Ваше преступление — деяние намного худшее, чем убийство. Вы передали Советам атомную бомбу, и уже одно это предопределило агрессию коммунистов в Корее.
Приговор должен был утвердить президент США, но президент Гарри Трумэн уклонился от принятия решения, ссылаясь на то, что срок его полномочий заканчивается. Исполнения смертного приговора Розенберги 2 года ожидали в федеральной тюрьме Синг-Синг. Несмотря на мощную международную кампанию за помилование Розенбергов, в которой приняли участие физик Альберт Эйнштейн, писатель Томас Манн и папа Римский Пий XII, семь прошений о помиловании были отклонены. Занявший в 1953 году пост президента США Дуайт Эйзенхауэр утвердил смертный приговор Розенбергам, заявив:

Казнь двух человек — печальное и тяжелое дело, но ещё более ужасна и печальна мысль о миллионах погибших, чья смерть может быть прямо отнесена к тому, что эти шпионы сделали. Я не стану вмешиваться в это дело…
Десятилетия спустя рассекреченные материалы проекта «Венона» доказали участие Юлиуса в шпионаже, но вопросы о его вине в тех конкретных преступлениях, за которые он был осуждён, а также о вине Этель остаются неясными.
По утверждению авторов Дегтярева и Колпакиди:

… Юлиус Розенберг («Либерал», «Антенна») руководил агентурной сетью (группой) «Волонтёры». В неё входило как минимум восемнадцать человек. Большинство из этих людей — инженеры американских компаний, работавших в сфере военно-промышленного комплекса США. Среди переданных ими материалов были данные и по американскому атомному проекту. Детали их деятельности продолжают оставаться секретными и в наши дни. В настоящее время известно лишь, что член группы «Волонтёры» Альфред Саране трудился в лаборатории ядерной физики Корнеллского университета и передал сведения о строительстве циклотрона.
Полный список переданной Юлиусом Розенбергом информации продолжает оставаться секретным. Известно лишь, что сам «Либерал» в декабре 1944 года добыл и вручил советскому разведчику Александру Семеновичу Феклисову (один из шести советских разведчиков, удостоенных звания Героя России за вклад в решение «атомной проблемы» в нашей стране) подробную документацию и образец готового радиовзрывателя. Это изделие высоко оценили наши специалисты. По их ходатайству было принято постановление Совета Министров СССР о создании специального КБ для дальнейшей разработки устройства и о срочном налаживании его производства. Между тем, после окончания Второй мировой войны американская печать писала о том, что созданные в период войны радиовзрыватели по своему значению уступают лишь атомной бомбе и на их создание было истрачено свыше одного миллиарда долларов!
И это лишь один эпизод. А ведь только с Александром Семеновичем Феклисовым Юлиус Розенберг встречался 40 или 50 раз, не считая рандеву с другими отечественными разведчиками: Анатолием Яцковым, супругами Коэн (оперативные псевдонимы «Лесли» и «Луис») и разведчиком-нелегалом Вильямом Фишером (оперативный псевдоним «Марк»). На каждую встречу с сотрудником или курьером советской разведки он приходил не с пустыми руками. Где тогда он каждый раз брал новые секретные документы? У своих друзей — коммунистов и тех, кто хотел поддержать Советский Союз в борьбе с Германией. Большинство из этих людей не давало расписки о сотрудничестве с советской разведкой, и, может быть, их имена даже не фигурировали в оперативной переписке резидентуры с Центром.

Генерал Павел Судоплатов писал, что супруги Розенберг были привлечены к сотрудничеству с советскими спецслужбами в 1938 году Овакимяном и Семёновым. Они действовали вне всякой связи с главными источниками информации по атомному проекту, которые координировались специальным аппаратом, и потому известие об их аресте Судоплатов воспринял спокойно. Их провал Судоплатов объясняет рядом ошибок советской разведки: летом 1945 года, накануне первого испытания атомной бомбы, Грингласс («Калибр») подготовил для Москвы небольшое сообщение о режиме функционирования контрольно-пропускных пунктов. Курьер не смог поехать к нему на встречу, поэтому советский резидент Квасников с санкции Центра дал указание Голду («Раймонд») взять сообщение Грингласса. Этим было нарушено основное правило разведки — ни в коем случае не допускать, чтобы агент или курьер одной разведгруппы получил контакт и выход на не связанную с ним другую разведывательную сеть. В результате получилось, что после своего ареста Голд указал на Грингласса, а тот — на Розенбергов. Также, по словам Судоплатова, роковую роль в судьбе Розенбергов сыграло указание резидента разведки МГБ в Вашингтоне Панюшкина и начальника научно-технической разведки Раины оперсотруднику Каменеву возобновить связь с Голдом в 1948 году, когда он был уже в поле зрения ФБР.
Основная информация, которую предоставляла группа Розенбергов, по словам Судоплатова, касалась химии и радиолокации. Однако дело было раздуто как американской, так и советской стороной из-за коммунистических убеждений супругов. Демонстрации протеста против смертного приговора не имели успеха.
Судоплатов также обвиняет ФБР в политизированных методах работы, аналогичных методам НКВД: если бы ФБР не поспешило с их арестом из политических соображений, а взяло Розенбергов в разработку и выявило их контакты, оно могло бы выйти на Абеля, который в результате был разоблачен только в 1957 году.
Казнены на электрическом стуле. Похоронены 19 июня 1953 года на кладбище Велвуд города Фармингдейл округа Саффолк штата Нью-Йорк.

## Последующие события
- Дело Розенбергов, по выражению П. А. Судоплатова, превратилось в один из мощных факторов нашей [советской и коммунистической] пропаганды и деятельности Всемирного совета мира, созданного при нашей активной поддержке в конце 40-х годов.[6]

## В культуре
- Изображения Розенбергов выгравированы на мемориале в Гаване, Куба; в сопроводительной подписи говорится, что они были убиты[8].
- Боб Дилан написал песню «Юлиус и Этель», основанную на событиях их жизни[9].

### В литературе
- История Розенбергов отражена в романе Даниила Гранина «Бегство в Россию».
- Героико-лирическая драма Леона Кручковского «Юлиус и Этель» создана в 1954 году.
- Дело Розенбергов упоминается в романе Джеймса Эллроя "Секреты Лос-Анджелоса"
- В романе Сильвии Плат «Под стеклянным колпаком» упоминается казнь Розенбергов.
- В романе Одри Лорд «Зами» упоминается дело Розенбергов.
- В романе Пола Остера 4321 упоминается казнь Розенбергов.
- Роман «Книга Даниила[англ.]» Эдгара Лоренса Доктороу.
- В пьесе «Ангелы в Америке» Тони Кушнера упоминается дело Этель Розенберг.
- В романе Жана-Мишеля Генассии «Клуб неисправимых оптимистов[фр.]».
- Роман «Публичное сожжение[англ.]» Роберта Кувера[англ.] весь посвящен делу Розенбергов.
- Роман "Правда о деле Гарри Квеберта" Жоэля Диккера.

### В кино
- Дэниел — британо-американская драма Сидни Люмета 1983 года.
- Риск — советский документальный фильм о противостоянии сверхдержав (1987).
- Сериал Секретные материалы (1993), упоминаются в 5 сезоне, 15 серии.
- Мини-сериал Ангелы в Америке (2003) по одноимённой пьесе Кушнера. В роли Этель Розенберг — Мэрил Стрип .
- Дж. Эдгар (2011).
- Мини-сериал Fellow travelers
- Мультсериал Симпсоны, сезон 21, серия 13
- Сериал Попутчики (2023)